# Michael Nesmith
Robert Michael Nesmith (30. prosince 1942 – 10. prosince 2021) byl americký rockový zpěvák, hudebník, skladatel, producent, obchodník a herec, nejvíce známý jako člen skupiny The Monkees a hvězda stejnojmenného TV seriálu.

## Životopis
Narodil se v St. Joseph's Hospital v Houstonu, v roce 1942. Jeho rodiče Warren Audrey Nesmith a Bette Nesmith Graham se rozvedli, když mu byly čtyři roky. Matka se s ním odstěhovala do Dallasu, aby měla blíže ke svým rodičům a ostatním příbuzným. Matka brala příležitostná zaměstnání od kancelářských prací až po grafický design a získala tak zkušenosti, které uplatnila později ve své vlastní firmě. Když bylo Michaelovi 13 let, jeho matka vynalezla opravovač překlepů na psacím stroji, později známý jako Liquid Paper (tekutý papír). Za dalších 25 let vybudovala společnost Liquid Paper Corporation, která měla hodnotu několika milionů dolarů a v roce 1980 byla prodána společnosti Gillette za 48 milionů dolarů. Zemřela o pár měsíců později ve věku 56 let.

## Dílo

### Videa
- Rio and Cruisin' (1981)
- Elephant Parts (1981) (na DVD vydáno v roce 2003)
- The Television Parts Home Companion (1985)
- Dr. Duck's Super-Secret All-Purpose Sauce (1986)
- Nezmusic (1989)
- Live At The Britt Festival (1991) (na DVD vydáno v roce 1999)
- Pacific Arts (hudba i DVD vydány v roce 2008)

### Knihy
- The Long Sandy Hair of Neftoon Zamora (1998)
- The America Gene (2009)